# Exu (ort)
Exu är en ort i Brasilien.   Den ligger i kommunen Exu och delstaten Pernambuco, i den östra delen av landet, 1 300 km nordost om huvudstaden Brasília. Exu ligger 525 meter över havet och antalet invånare är 10 875.
Terrängen runt Exu är platt åt sydväst, men åt nordost är den kuperad. Runt Exu är det glesbefolkat, med 15 invånare per kvadratkilometer.. Det finns inga andra samhällen i närheten.
Omgivningarna runt Exu är huvudsakligen savann.